# Ahmad Jassim
Ahmad Jassim Mohammed (arabe : احمد جاسم محمد) (né le 4 mai 1960 en Irak) est un joueur de football international irakien, qui évoluait au poste de gardien de but.

## Biographie

### Carrière en sélection
Avec l'équipe d'Irak, il figure dans le groupe des sélectionnés lors de la coupe du monde de 1986, comme gardien remplaçant. 
Il participe également aux JO de 1988, toujours comme remplaçant.
Il joue enfin six matchs comptant pour les éliminatoires de la coupe du monde 1990.